# Rauflihorn
Rauflihorn är en bergstopp i Schweiz.   Den ligger i distriktet Frutigen-Niedersimmental och kantonen Bern, i den centrala delen av landet, 50 km söder om huvudstaden Bern. Toppen på Rauflihorn är 2 323 meter över havet, eller 289 meter över den omgivande terrängen. Bredden vid basen är 2,4 km.
Terrängen runt Rauflihorn är bergig söderut, men norrut är den kuperad. Närmaste större samhälle är Adelboden, 7,5 km sydost om Rauflihorn. 
Trakten runt Rauflihorn består i huvudsak av gräsmarker. Runt Rauflihorn är det ganska glesbefolkat, med 38 invånare per kvadratkilometer.